# 葵興邨

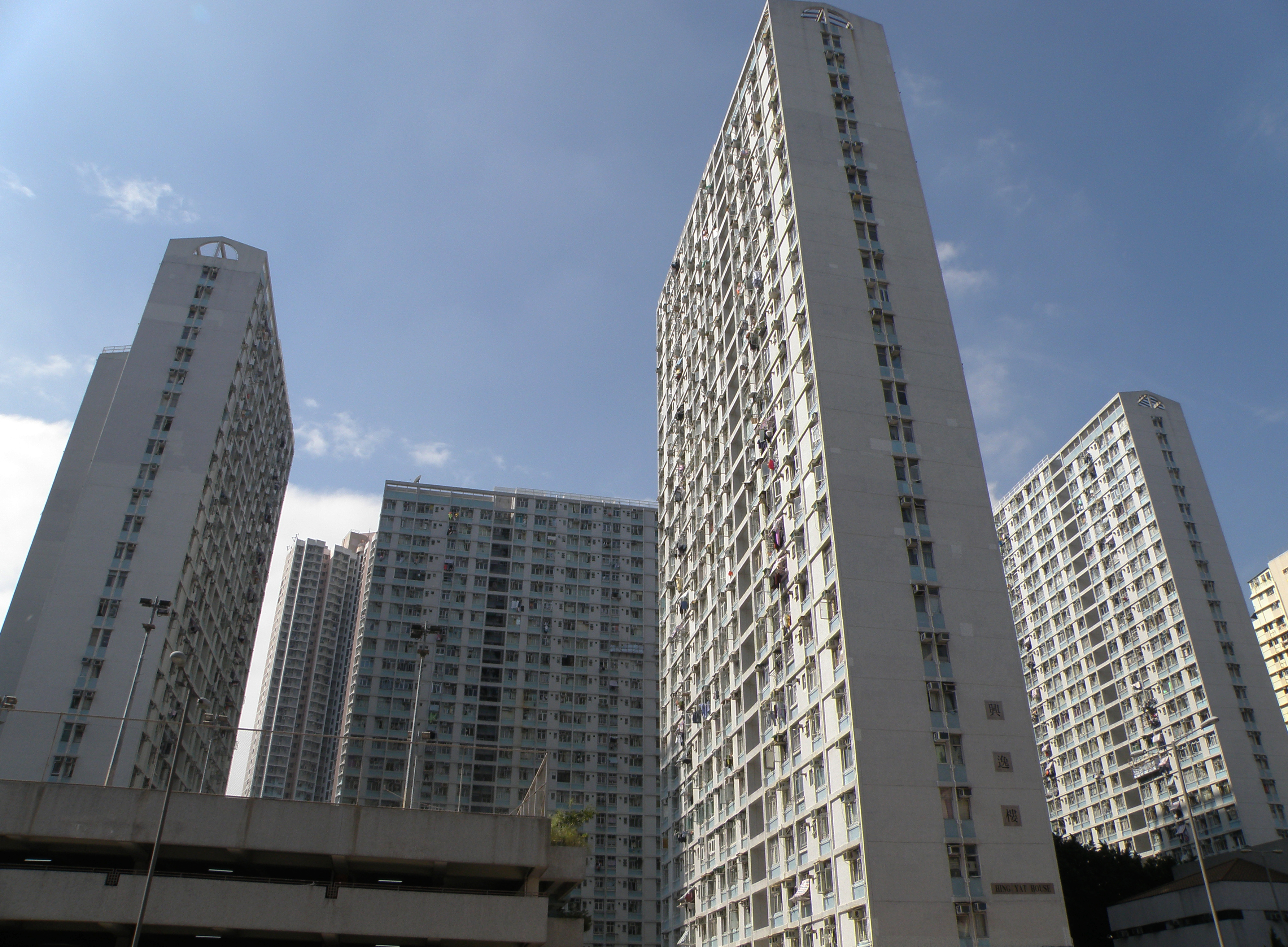
葵興邨外貌

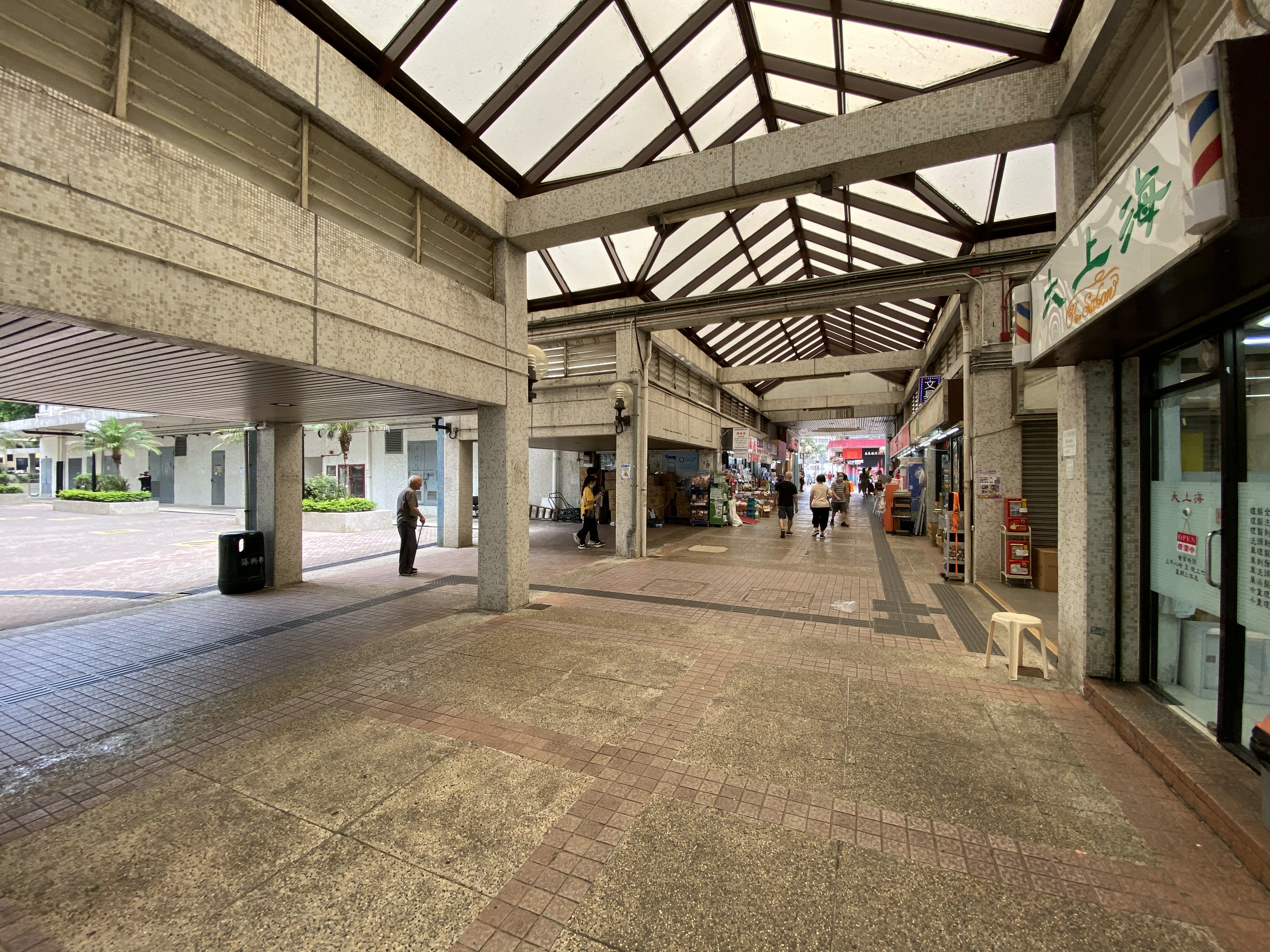
葵興商場內貌

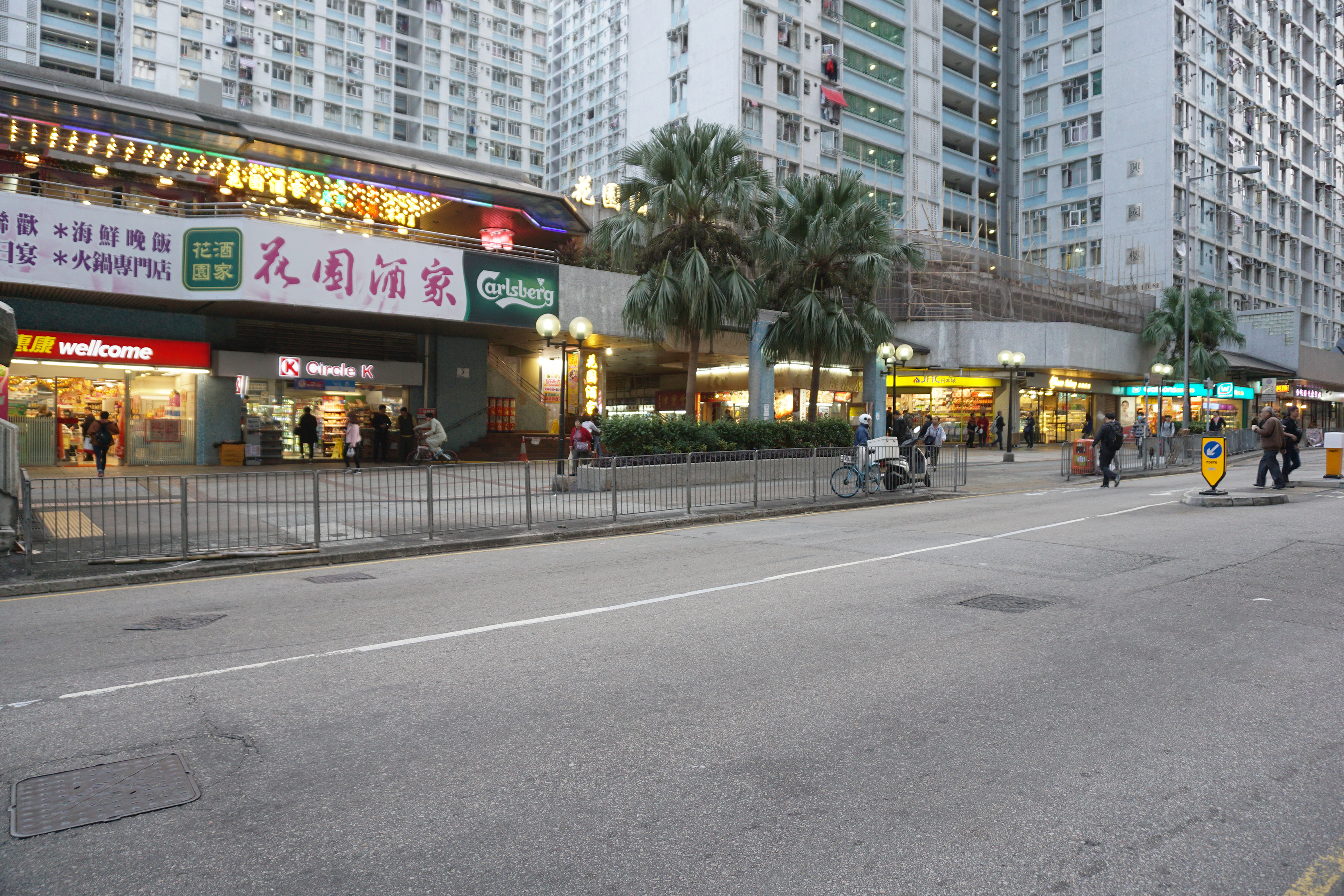
葵興商場外貌

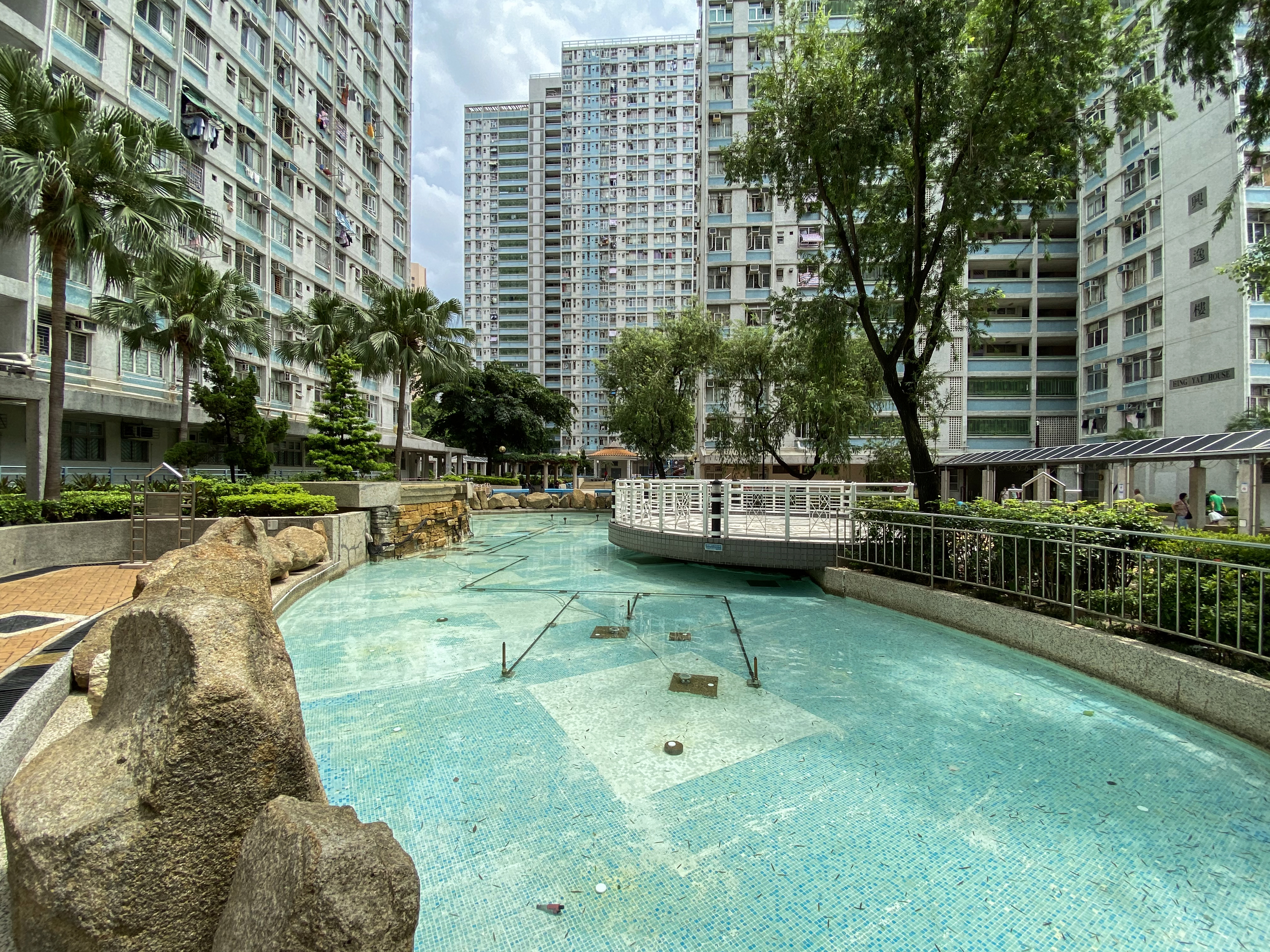
邨內的水池的噴水功能長期停止運作

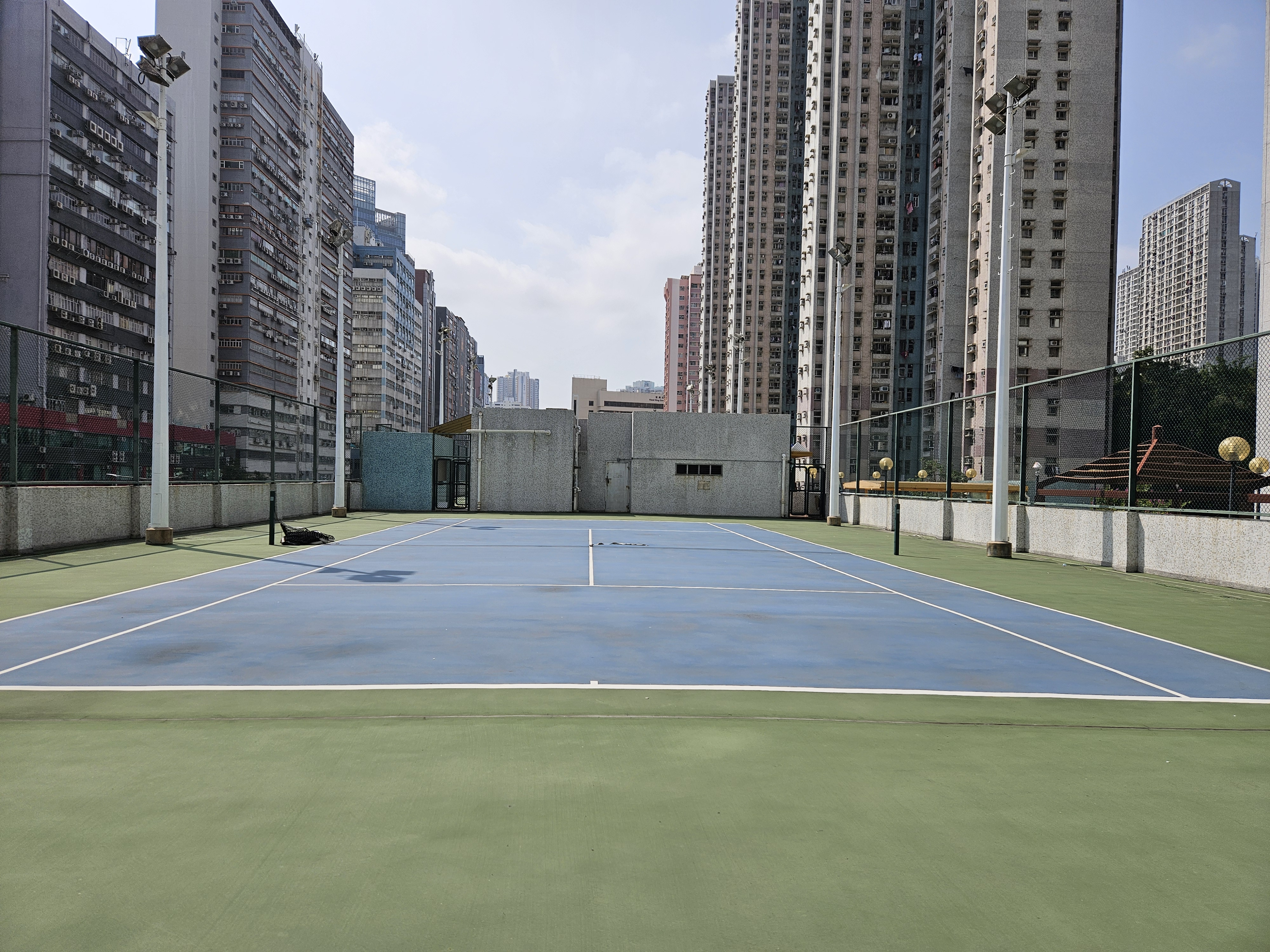
位於停車場天台的網球場

葵興邨（英語：Kwai Hing Estate）是香港的一個公共屋邨，項目編號為TW15RR，位於新界中葵涌，於1970年至1973年間落成入住，為葵青區第2個政府廉租屋邨及首個按整體重建計劃拆卸的舊式屋邨，有5座新型政府廉租屋大廈，於1988年元旦分期拆卸重建，改建成4座相連長型第1型公屋大廈，以及居屋葵俊苑，鄰近葵興鐵路站、光輝圍、九龍貿易中心和葵涌工業區。
葵俊苑（英語：Kwai Chun Court）是香港房屋委員會在葵青區的居者有其屋屋苑之一，在葵興邨旁邊，共有三座樓宇，在1995年落成。

## 歷史
全邨原有5座樓宇，為葵青區（當時屬荃灣區）最小的廉租屋住宅區，落成時稱為葵興政府廉租屋邨（Kwai Hing Government Low Cost Housing Estate），葵興邨的設計有五座新型政府廉租屋住宅大樓，外牆顏色以「鴨屎綠」為主，全邨設有20間店舖、2所學校、2所幼稚園和40個街市檔位。
下表列出1970年代的租金水平。
| 單位類型   | 住宅數量 | 1970年租金 |
| ---------- | -------- | ---------- |
| 5人單位    | 1189     | $57–61     |
| 7人單位    | 1425     | $77–81     |
| 9人單位    | 233      | $100       |
| 單位總數   | 2847個   | 2847個     |
| 可容納人口 | 18017人  | 18017人    |

葵興邨為26座危樓公屋的重災區，全邨5座廉租屋住宅樓宇之混凝土結構均不符合標準而需要重建（雖然第2座混凝土結構不至於不合理地低於標準，即8層大廈平均≤4.7MPa，但由於第2座連接第3至第5座，所以需要一起拆卸，當中第1座更需清空11-12樓以加裝鋼柱支撐，而受影響居民遷置時間只有半年，而第1座及後用作《廉政行動危樓驚夢》劇集取景）。除許大同學校以外，均已於1988-92年間拆卸，1995年重建完成。

## 屋邨資料

### 地理位置
葵興邨位於醉酒灣與中葵涌鄉村之間的谷地上，地理位置屬於中葵涌。街道標示為葵涌道以西、葵興路以東、興芳路以北、禾塘咀街（當中德昌大廈外一段禾塘咀街已改名為「禾葵里」）以南。南鄰葵俊苑、葵芳邨；西靠葵康苑、葵涌邨。

### 命名軼事
1967年香港政府着手計劃在當時稱為「垃圾灣」的醉酒灣填海地的工地興建兩個公共屋邨，並以「芬芳吐艷」為邨名的主題分別命名為葵芬邨及葵芳邨，以擺脫市民對當地過往為垃圾堆填區的不良印象，但當年公眾在報章上得知新邨將稱「葵芬」時、認為「芬」諧音「分」，而「分」字意即「分離」、寓意十分不吉利，因此令市民不滿；政府最後順應民意，將本邨邨名改稱「葵興」，寓意「葵涌興盛」。

### 現存樓宇
- 葵興邨為一租者置其屋計劃屋邨，屋邨由業主立案法團委託管理公司管理。全邨僅劃為一區由單一管理公司管理。現在之管理公司為創毅物業管理有限公司。
- 而葵興邨業主立案法團主席林慧貞女士，為香港著名女歌星容祖兒之祖母。
- 葵俊苑則為居屋屋苑，屋苑管理工作曾先後由港深聯合物業管理有限公司，以及怡信物業管理有限公司負責，現時由宜居顧問服務有限公司負責。另外，此屋苑落成25年後才成立業主立案法團，是各居屋屋苑中非常罕見[6]。

#### 葵興邨
| 樓宇名稱（座號） | 門牌號碼  | 樓宇類型       | 落成年份   | 層數 | 每層伙數 | 單位數目（伙） | 建築師              | 承建商                               | 提供升降機的廠商 |
| ---------------- | --------- | -------------- | ---------- | ---- | -------- | -------------- | ------------------- | ------------------------------------ | ---------------- |
| 興國樓（第1座）  | 禾葵里2號 | 相連長型第一型 | 1991年5月  | 26   | 16       | 405            | 房屋署總建築師（6） | 朱祥興建築有限公司 （1989年2月動工） | 富士達           |
| 興逸樓（第2座）  | 禾葵里2號 | 相連長型第一型 | 1991年5月  | 26   | 14       | 358            | 房屋署總建築師（6） | 朱祥興建築有限公司 （1989年2月動工） | 富士達           |
| 興福樓（第3座）  | 禾葵里2號 | 相連長型第一型 | 1992年10月 | 26   | 16       | 407            | 房屋署總建築師（6） | 耀榮建築有限公司 （1990年動工）      | 乘賓（Sabiem）   |
| 興樂樓（第4座）  | 禾葵里2號 | 相連長型第一型 | 1992年10月 | 26   | 14       | 358            | 房屋署總建築師（6） | 耀榮建築有限公司 （1990年動工）      | 乘賓（Sabiem）   |

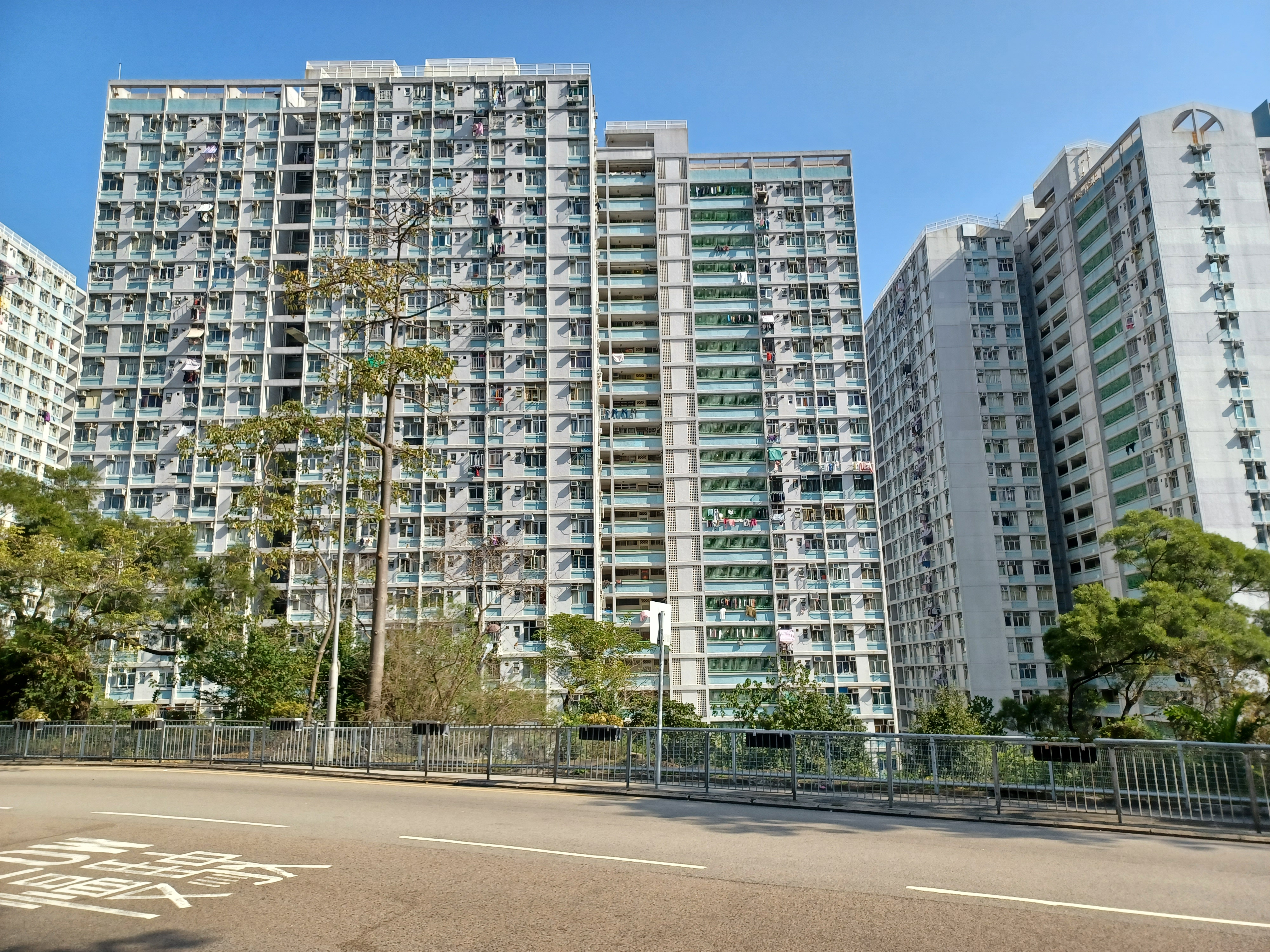
興福樓

以粗體字標註的樓宇設有「劏房」，以安置葵涌邨、葵芳邨及同邨第一座「問題公屋」的1-2人住戶。

#### 葵俊苑

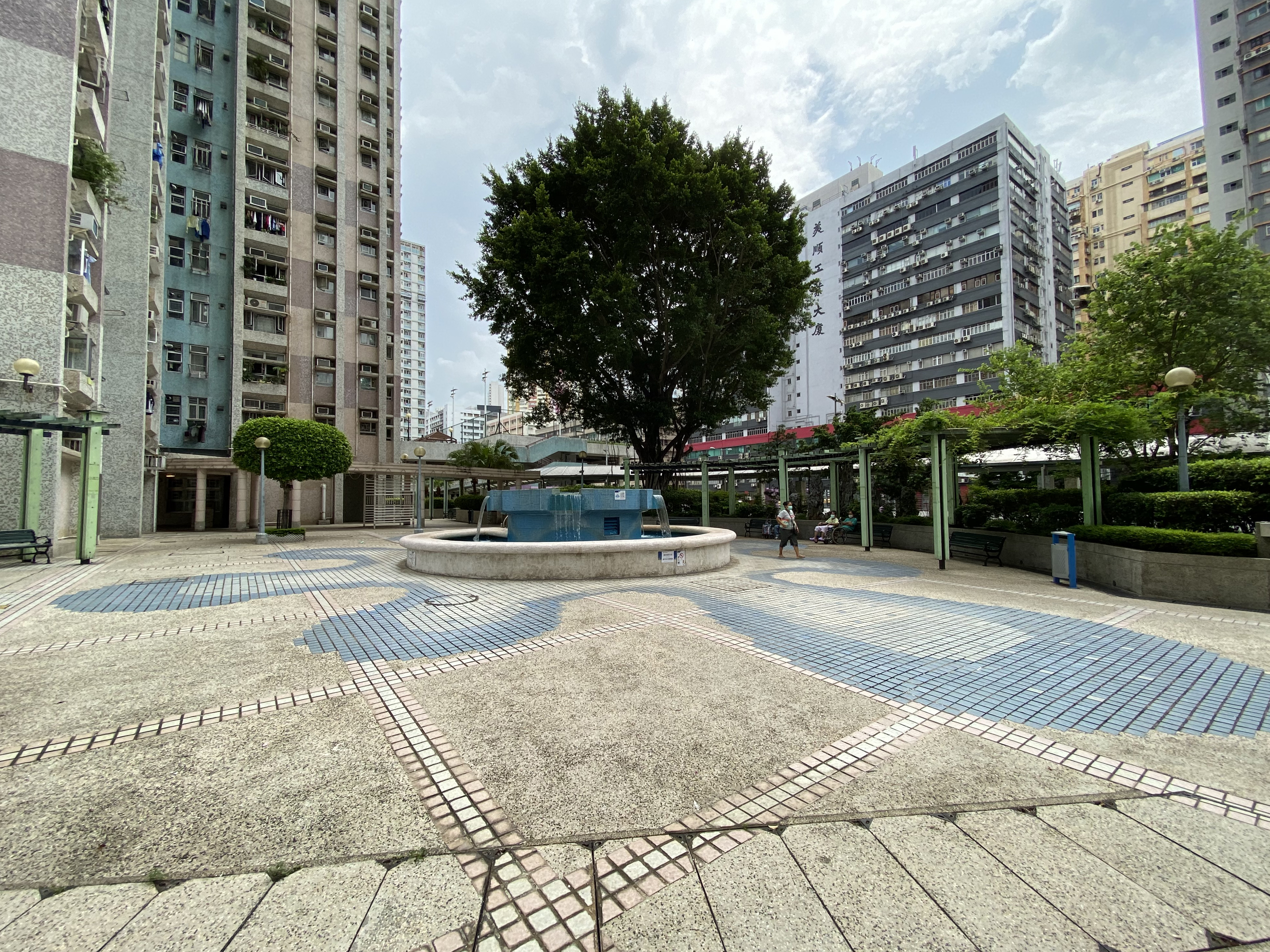
葵俊苑水池

葵俊苑設3座樓高35層的大廈，提供共1,050個單位，兩房戶實用面積401方呎，三房戶實用面積分為554及645方呎。大廈面向葵涌道方向以工廈景為主，環境嘈雜。而另一邊對正山坡。
| 樓宇名稱（座號） | 門牌號碼   | 樓宇類型 | 落成年份   | 層數 | 每層伙數 | 每座單位數目（伙） | 建築師              | 承建商           | 提供升降機的廠商 |
| ---------------- | ---------- | -------- | ---------- | ---- | -------- | ------------------ | ------------------- | ---------------- | ---------------- |
| 葵昌閣（A座）    | 葵興路97號 | 新十字型 | 1995年11月 | 35   | 10       | 350                | 房屋署總建築師（6） | 鴻運建築有限公司 | 奧的斯           |
| 葵裕閣（B座）    | 葵興路95號 | 新十字型 | 1995年11月 | 35   | 10       | 350                | 房屋署總建築師（6） | 鴻運建築有限公司 | 奧的斯           |
| 葵豐閣（C座）    | 葵興路93號 | 新十字型 | 1995年11月 | 35   | 10       | 350                | 房屋署總建築師（6） | 鴻運建築有限公司 | 奧的斯           |

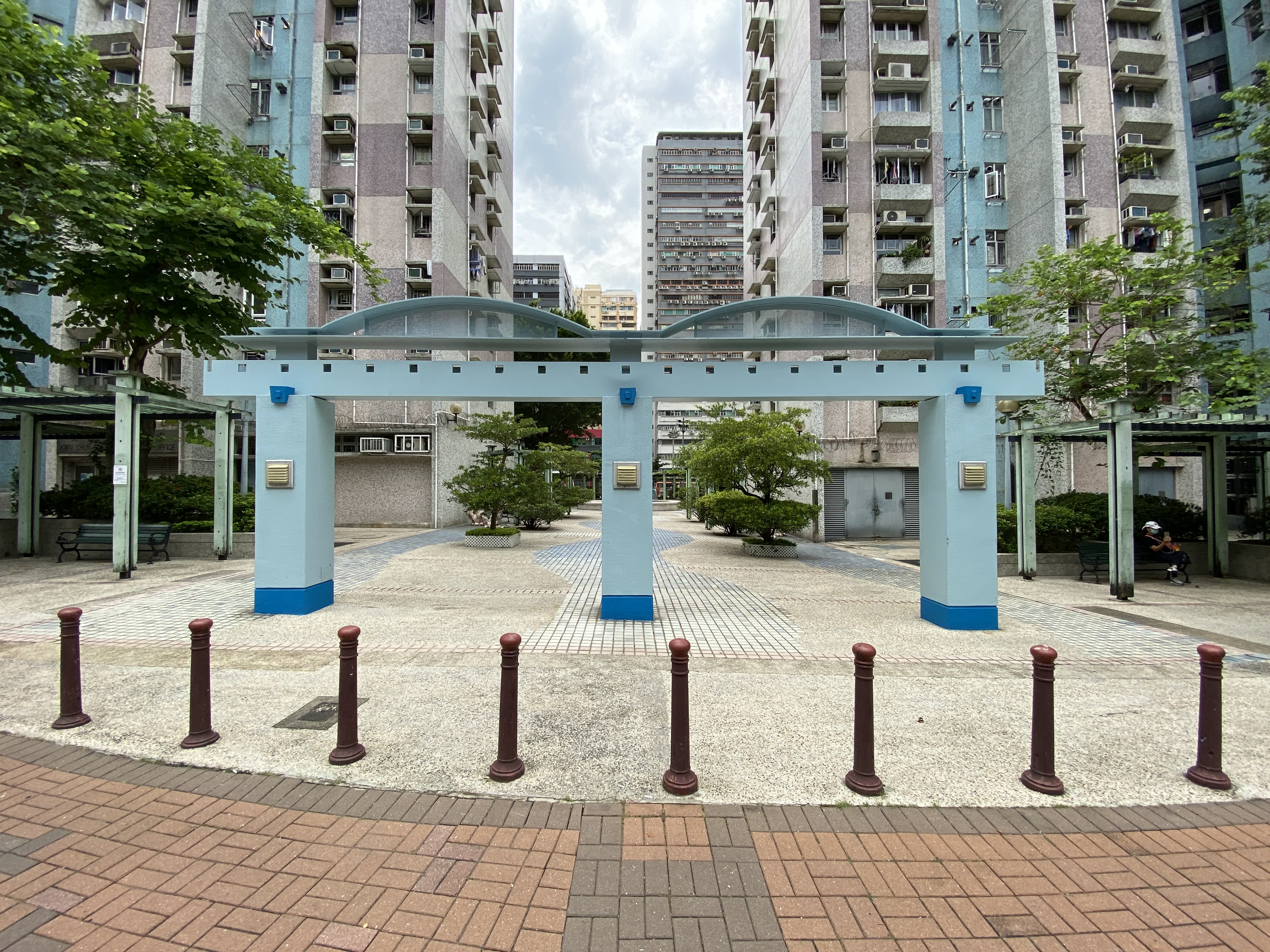
葵俊苑入口拱門
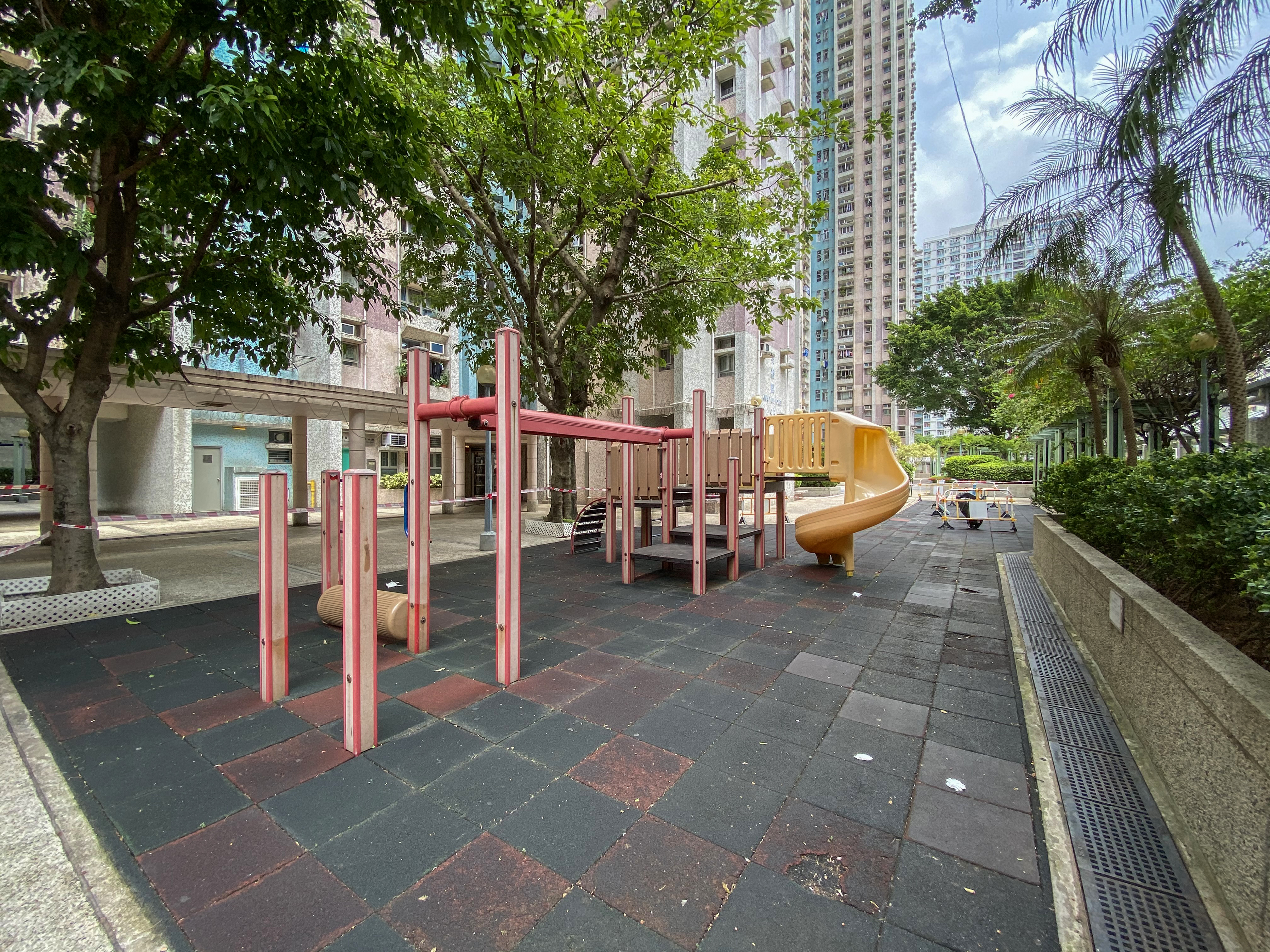
葵俊苑的兒童遊樂場
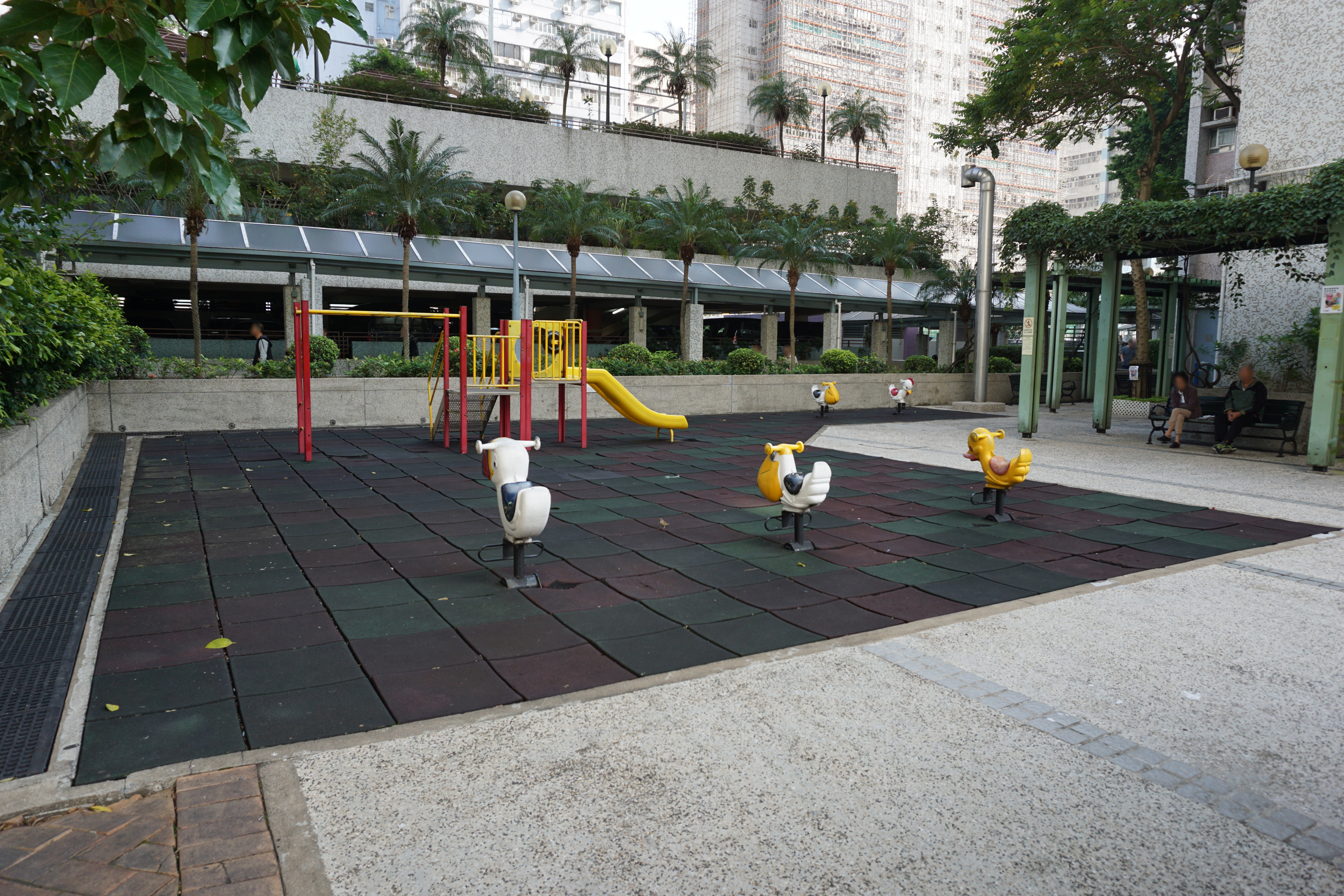
葵俊苑的彈簧椅、滑梯、有蓋行人通道及停車場
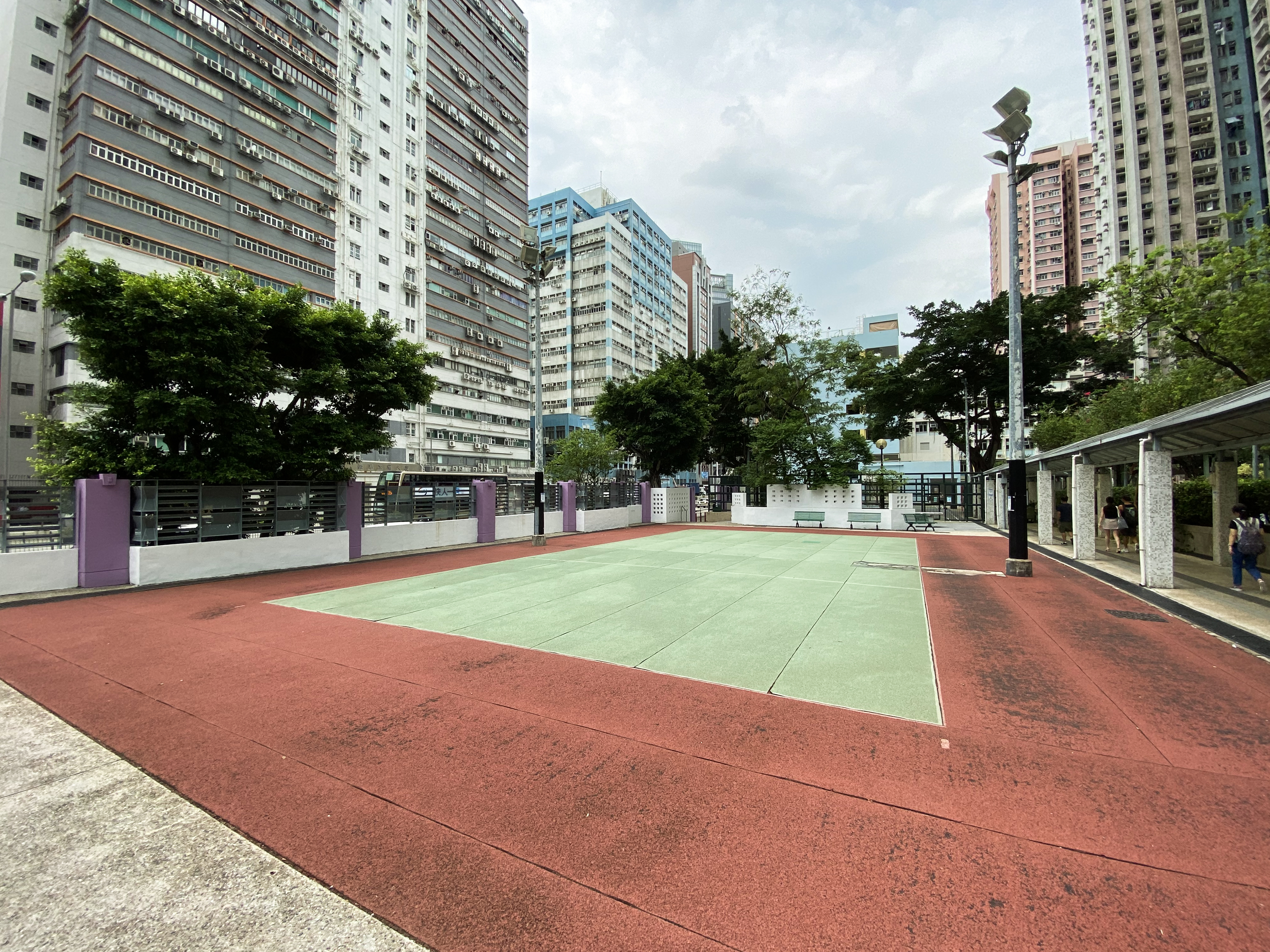
葵俊苑的排球場

### 歷代樓宇
| 重建前的葵興邨   | 重建前的葵興邨 | 重建前的葵興邨 | 重建前的葵興邨 | 重建前的葵興邨           | 重建前的葵興邨            | 重建前的葵興邨 | 重建前的葵興邨                                        |
| 樓宇名稱（座號） | 樓宇類型       | 落成年份       | 拆卸年份       | 承建商                   | 重建後原地所屬的屋邨/屋苑 | 備註 | 安置屋邨                                              |
| ---------------- | -------------- | -------------- | -------------- | ------------------------ | ------------------------- | --- | ----------------------------------------------------- |
| 第1座            | 新型廉租大廈   | 1970年         | 1992年         | 福利建築有限公司         | 葵俊苑                    | 需加入鋼架支撐 | （同一屋邨） 所有樓宇 長發邨（11-12樓需提前遷出居民） |
| 第2座            | 新型廉租大廈   | 1971年         | 1989年         | 安利（蕭氏）建築有限公司 | 葵興邨                    | 第3座至第5座都是26座問題公屋之一 由於第2座是與第3座至第5座相連 故第2至第5座一同於1988年清拆 第2座是全港首座按整體重建計劃拆卸的大廈 | 顯徑邨 長安邨 石籬邨 葵盛東邨                         |
| 第3座            | 新型廉租大廈   | 1971年         | 1989年         | 安利（蕭氏）建築有限公司 | 葵興邨                    | 第3座至第5座都是26座問題公屋之一 由於第2座是與第3座至第5座相連 故第2至第5座一同於1988年清拆 第2座是全港首座按整體重建計劃拆卸的大廈 | 顯徑邨 長安邨 石籬邨 葵盛東邨                         |
| 第4座            | 新型廉租大廈   | 1971年         | 1989年         | 安利（蕭氏）建築有限公司 | 葵興邨                    | 第3座至第5座都是26座問題公屋之一 由於第2座是與第3座至第5座相連 故第2至第5座一同於1988年清拆 第2座是全港首座按整體重建計劃拆卸的大廈 | 顯徑邨 長安邨 石籬邨 葵盛東邨                         |
| 第5座            | 新型廉租大廈   | 1972年         | 1988年         | 安利（蕭氏）建築有限公司 | 葵興邨                    | 第3座至第5座都是26座問題公屋之一 由於第2座是與第3座至第5座相連 故第2至第5座一同於1988年清拆 第2座是全港首座按整體重建計劃拆卸的大廈 | 顯徑邨 長安邨 石籬邨 葵盛東邨                         |

全邨樓宇均牽涉26座問題公屋醜聞，其中3至5座更是26座問題公屋之一，其混凝土強度未達高層單位20.7MPa或低層單位31MPa的標準，相關樓宇已納入整體重建計劃下重建

### 設施
屋邨設有休憩空間予居民使用，設施包括噴水池、羽毛球場、排球場、網球場、兒童遊樂場、兵乓球桌、籃球場等設施。邨內原有的足球場在重建後已取消。
屋邨毗鄰港鐵荃灣綫葵興站及葵興政府合署，大樓內設西、南葵涌地區唯一一所公共圖書館「南葵涌公共圖書館」，而葵興邨與葵涌邨之間的丘陵地帶亦劃為綠化帶-大窩口道遊樂場，為邨內居民提供休憩空間。

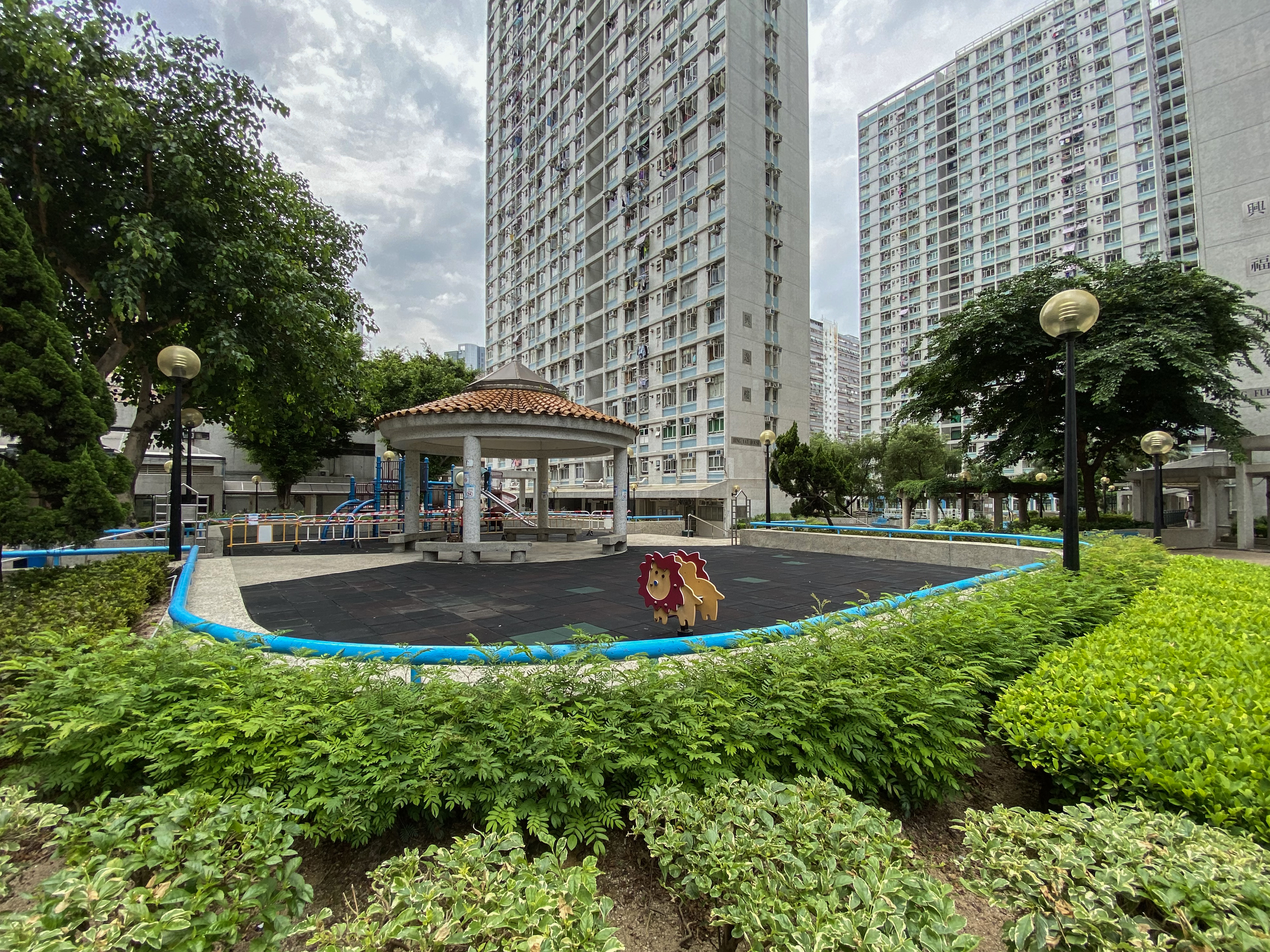
涼亭和兒童遊樂場
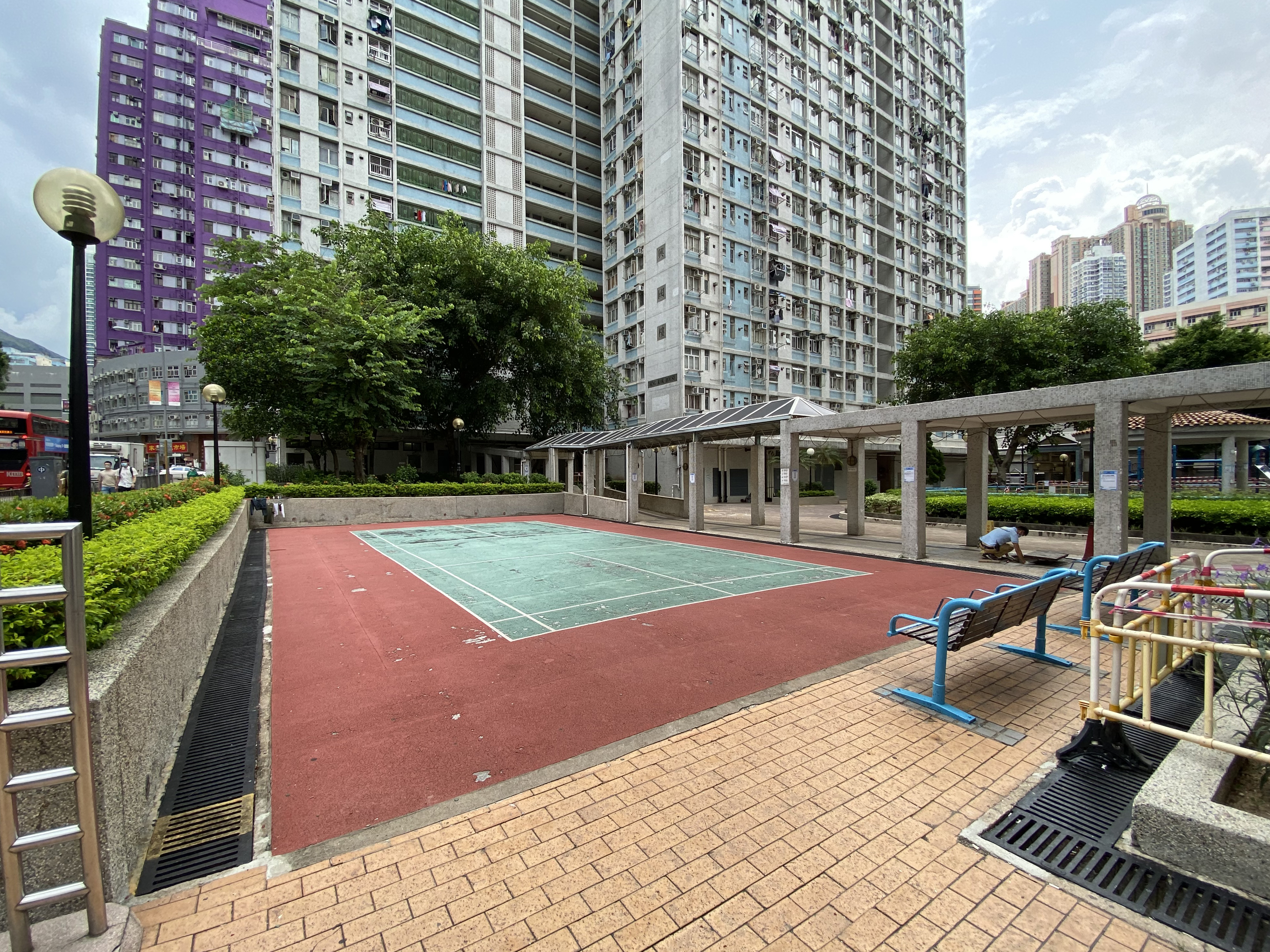
羽毛球場
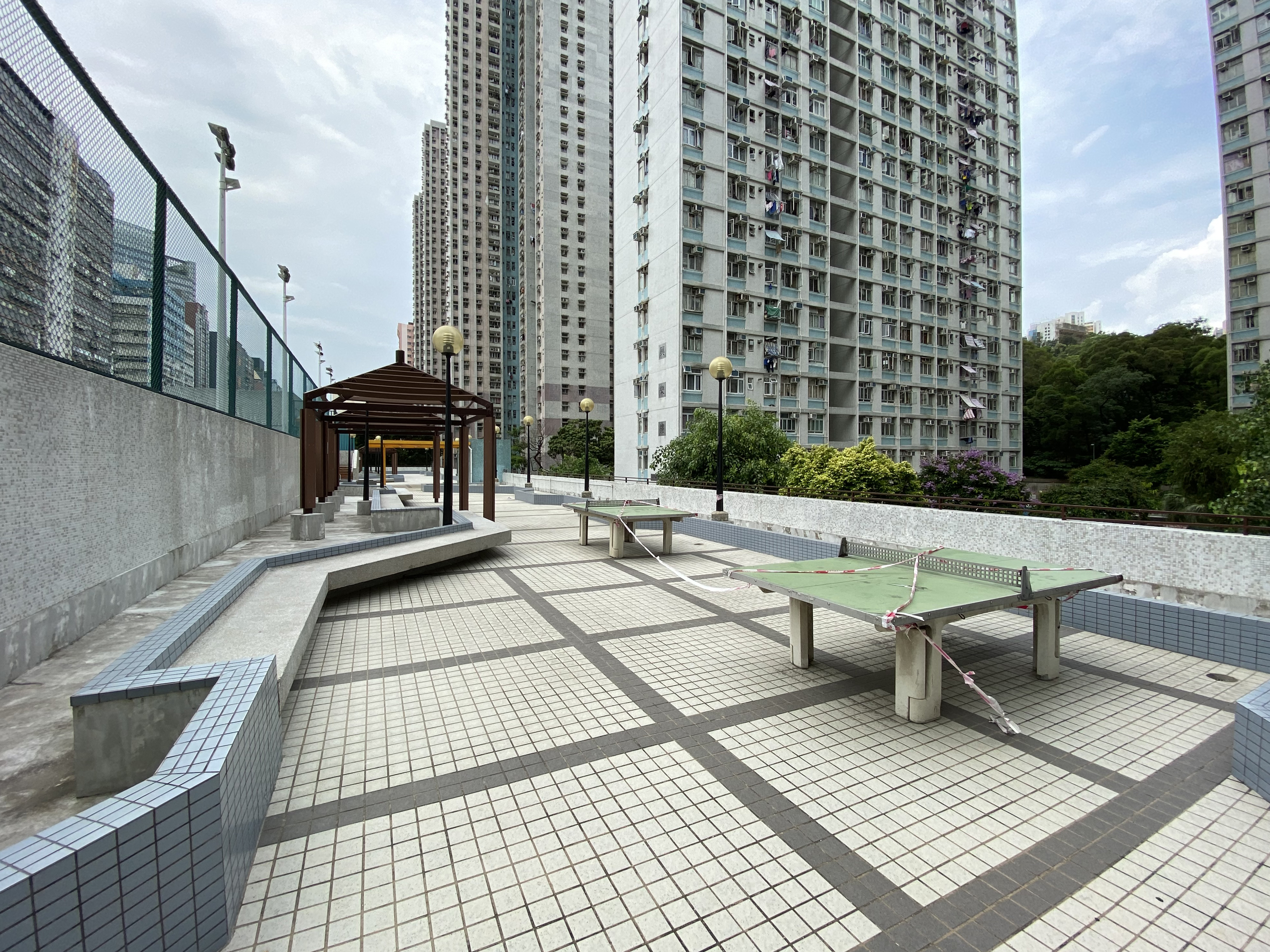
停車場天台的乒乓球桌
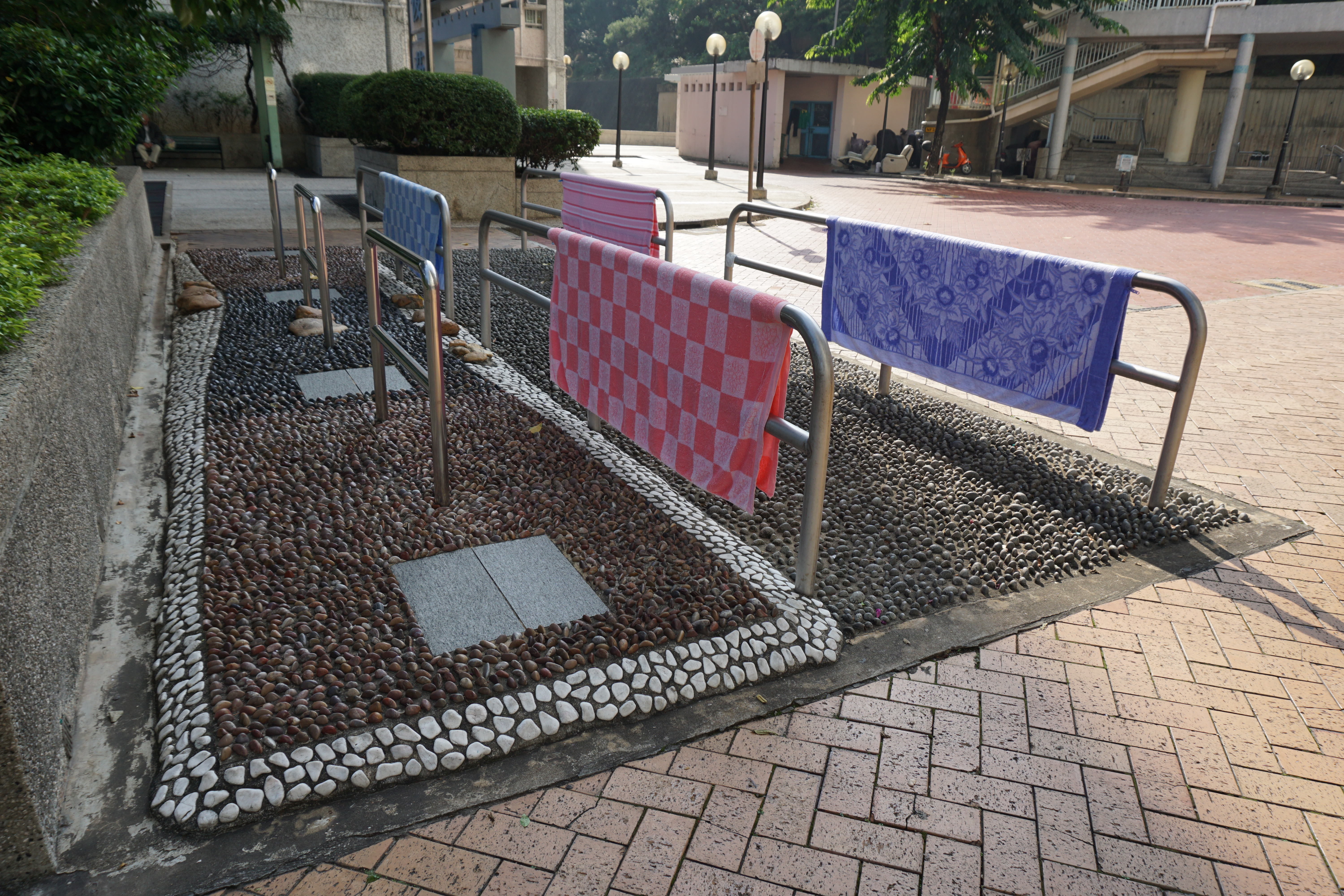
卵石路步行徑

#### 教育設施
葵興邨附近亦有中、小學及幼稚園等教育設施，但大部份因重建後地理位置有所改變，而朱昌幼稚園及中華傳道會許大同學校仍屬於葵興邨範圍。

##### 幼稚園
- 荃灣商會朱昌幼稚園 （页面存档备份，存于） （位於興樂樓地下）

##### 小學
- 中華傳道會許大同學校（地址為葵興邨第1校舍）

##### 中學
- 佛教善德英文中學（位於港鐵葵興站西南方，廣義上視為葵興地區）

#### 商業設施
邨內擁有一個由香港房屋委員會興建，冠榮車行負責管理的商場、名為「葵興商場」，商場樓高2層，佔地28,786呎。商戶包括酒樓、茶餐廳、燒味店、粥店、麵包店、集友銀行、家品店、藥房及涼茶舖等。
商場地面設有惠康超級市場、OK便利店、日本城、屈臣氏、759阿信屋、超宜五金家居用品、House Bakery 家庭餅店、開業多年的“大上海葵髮廊”和A4+ 文具店(已倒閉，現改為7-Eleven)等。餐廳包括合興隆美食中心(已倒閉，現改為檸檬冰室)，東裕燒臘飯店 / 津寶堂和位於1樓的花園酒家。而興逸樓地下設集友銀行和西醫診所。當中惠康超級市場前身為葵興邨街市。屋邨亦毗鄰光輝圍和新葵興廣場。
2014年，領匯以4.38億港元向馬亞木旗下人人汽車出售葵興商場。

## 地方行政
葵興邨在立法會地區直選當中，屬於新界西（LC4）選區範圍之內，地方行政則為葵青區。葵興邨地方狹小，故此與毗鄰的葵俊苑、光輝圍組成葵青區議會之葵興選區。現任區議員為前街坊工友服務處成員梁志成。

### 歷屆議員
| 選區名稱 | 屆別           | 議員               | 政治聯繫           | 政治聯繫                          | 議員                              | 政治聯繫                          | 政治聯繫 |
| -------- | -------------- | ------------------ | ------------------ | --------------------------------- | --------------------------------- | --------------------------------- | -------- |
| 葵涌中   | 1982年－1985年 | 當時定為單議席選區 | 當時定為單議席選區 | 當時定為單議席選區                | 鄭永津                            |                                   | 無黨籍   |
| 葵涌中   | 1985年－1988年 | 梁耀忠             |                    | 新青學社                          | 鄭永津                            |                                   | 無黨籍   |
| 葵涌中   | 1988年－1991年 | 梁耀忠             | 街工               | 徐柏林                            |                                   | 街工                              |          |
| 葵涌中   | 1991年－1994年 | 梁耀忠             | 街工               | 徐柏林                            |                                   | 街工                              |          |
| 葵興     | 1994年－1999年 | 梁志成             | 街工               | 分拆出葵芳選區後， 改為單議席選區 | 分拆出葵芳選區後， 改為單議席選區 | 分拆出葵芳選區後， 改為單議席選區 |          |
| 葵興     | 2000年－2003年 | 梁志成             | 街工               | 分拆出葵芳選區後， 改為單議席選區 | 分拆出葵芳選區後， 改為單議席選區 | 分拆出葵芳選區後， 改為單議席選區 |          |
| 葵興     | 2004年－2007年 | 梁志成             | 街工               | 分拆出葵芳選區後， 改為單議席選區 | 分拆出葵芳選區後， 改為單議席選區 | 分拆出葵芳選區後， 改為單議席選區 |          |
| 葵興     | 2008年－2011年 | 梁志成             | 街工               | 分拆出葵芳選區後， 改為單議席選區 | 分拆出葵芳選區後， 改為單議席選區 | 分拆出葵芳選區後， 改為單議席選區 |          |
| 葵興     | 2012年－2015年 | 梁志成             | 街工               | 分拆出葵芳選區後， 改為單議席選區 | 分拆出葵芳選區後， 改為單議席選區 | 分拆出葵芳選區後， 改為單議席選區 |          |
| 葵興     | 2016年－2019年 | 梁志成             | 街工               | 分拆出葵芳選區後， 改為單議席選區 | 分拆出葵芳選區後， 改為單議席選區 | 分拆出葵芳選區後， 改為單議席選區 |          |
| 葵興     | 2020年－2023年 | 梁志成             | 街工 → 無黨籍      | 分拆出葵芳選區後， 改為單議席選區 | 分拆出葵芳選區後， 改為單議席選區 | 分拆出葵芳選區後， 改為單議席選區 |          |

## 事件
- 1986年，曾經轟動一時，引起香港注意的疏忽照顧兒童的「郭亞女事件」，發生於葵興邨。
- 2020年7月19日早上6時許，葵裕閣5樓一單位發生三級火警，濃煙攻至高層單位。消防將火救熄後，在起火單位的睡房發現一具34歲女性屍體，為戶主的女親友。消防初步調查後，因電線短路引致火警。行動中共出動167名消防及救護人員，有300人需要疏散。[20]

## 外部連結
- 房委會物業位置及資料 葵興邨 （页面存档备份，存于）
- 房委會物業位置及資料 葵俊苑 （页面存档备份，存于）

22°21′57″N 114°07′56″E / 22.365822°N 114.132148°E